# تیشه‌نوک
تیشه‌نوک(نام علمی: Aptornis) نام یک سرده از راسته کلنگ‌سانان است.